# Myrtle Springs (comté d'Anderson, Texas)
Pour la census-designated place du comté de Van Zandt, dans le même État, voir Myrtle Springs.
La communauté non incorporée de Myrtle Springs est située dans le comté d’Anderson, dans l’État du Texas, aux États-Unis. Elle fait partie de l’agglomération de Palestine.

## Source
- (en) Cet article est partiellement ou en totalité issu de l’article de Wikipédia en anglais intitulé « Myrtle Springs, Anderson County, Texas » (voir la liste des auteurs).